# Riso al latte
Il riso al latte o riso e latte è un piatto diffuso nel Nord Italia.

## Descrizione
Il riso al latte è un piatto di semplice preparazione che si colloca a metà strada fra una minestra e un risotto; si ottiene lessando il riso nel latte e condendolo con burro. Se desiderati vi si possono aggiungere del parmigiano grattugiato e/o una patata. L'alimento può essere diluito con l'aggiunta di altro latte, acqua, o brodo. Per preparare il piatto viene suggerito di usare il latte intero e risi di varietà Arborio, Carnaroli o Roma.
Il riso al latte è considerato un comfort food e viene spesso consigliato ai bambini e agli anziani.

## Alimenti simili
Nelle valli cuneesi è tipico il "riso in prigione" (rëis an presön), che viene addensato con la farina di frumento. Un riso in prigione alla salsiccia è menzionato in un manuale di ricette facili da digerire del dermatologo Angelo Dubini (La cucina degli stomachi deboli).
È accertata l'esistenza di una variante di origini contadine diffusa nella pianura lombarda che viene preparata usando le castagne secche e la zucca.
La crema di riso è la versione dolce di questo piatto. Di questo dessert al cucchiaio esistono moltissime varianti.